# Aselliscus
Aselliscus ist eine Fledermaus-Gattung in der Familie der Rundblattnasen mit drei Arten, die in Südostasien sowie in der Region Australis vorkommen.

## Arten
Folgende Arten zählen zur Gattung.
- Aselliscus dongbacana wurde erst im Jahr 2015 als eigenständige Art beschrieben und kommt im nordöstlichen Vietnam vor.[3]
- Die Stoliczka-Dreizackblattnase (Aselliscus stoliczkanus) lebt im Südosten Chinas, Osten Myanmars, Norden Laos, Nordens Vietnams sowie im Westen Thailands bis zur nördlichen Malaiischen Halbinsel. Braune und rußgraue Exemplare wurden angetroffen, vermutlich aufgrund eines jahreszeitlichen Fellwechsels.
- Die Temminck-Dreizackblattnase (Aselliscus tricuspidatus) ist von den Molukken im Westen über Neuguinea und Salomonen bis nach Vanuatu verbreitet. Das Fell ist oberseits braun und am Bauch heller.

## Merkmale
Die Arten ähneln den weiter westlich vorkommenden eigentlichen Dreizack-Blattnasen (Asellia) im Körperbau. Die Gattungen unterscheiden sich in abweichenden Details des Schädels und der Zähne. Wie bei Asellia besteht das Nasenblatt aus einem hufeisenförmigen Unterteil und einem Oberteil, der einem verdickten Dreizack gleicht. Diese Fledermäuse erreichen eine Kopf-Rumpf-Länge von 38 bis 45 mm, eine Schwanzlänge von 20 bis 40 mm sowie eine Unterarmlänge von 35 bis 45 mm. Die Stoliczka-Dreizackblattnase ist mit einem Gewicht von 6 bis 8 g schwerer als die Temminck-Dreizackblattnase, die 3,5 bis 4 g wiegt.

## Lebensweise
Diese Rundblattnasen können sich verschiedenen Lebensräumen anpassen. Sie ruhen vorwiegend in Höhlen, in Tunneln sowie in ähnlichen Verstecken. Eine typische Kolonie besteht aus 40 bis 50 Individuen, die etwa 30 bis 40 cm Abstand voneinander halten. Gelegentlich werden Kolonien mit einigen hundert Exemplaren registriert. Weibchen die mit einem Jungtier trächtig waren oder die ein Jungtier säugten konnten in unterschiedlichen Monaten beobachtet werden. Selten besteht ein Wurf aus zwei Jungtieren.